# Synagoge van Mád
De Synagoge van Mád stamt uit 1795 en één van de oudste synagogen in het huidige Hongarije.

## Geschiedenis
De reden dat in dit dorp, één van de oudste synagogen van het huidige Hongarije te vinden is, is de wijnbouw die in deze omgeving door de Joden werd geïntroduceerd. Sinds de 18e eeuw en voor de Tweede Wereldoorlog was dit een belangrijke plaats waar Koosjere wijnen werden verbouwd . Koosjere wijn werd niet alleen op bijvoorbeeld het Iberische schiereiland, maar in heel Europa verbouwd.
In 1811 en aan het begin van de 20e eeuw vonden renovaties aan de synagoge plaats. 
Tijdens de Tweede Wereldoorlog werd het grootste deel van de Joodse bevolking vermoord; slechts 40 overlevenden keerden na de oorlog terug. Ook deze emigreerden in de jaren daarna. De synagoge werd hierom gesloten, geplunderd en raakte in verval. Delen van de gevel stortten in en het dak werd beschadigd, evenals de schilderingen op  de muren en het plafond. Het gebouw werd een ruïne. De eerste renovatiemaatregelen werden in 1978 uitgevoerd, waarbij enkele muren en het dak werden hersteld; de synagoge bleef echter in een precaire staat.
Vanaf 2000 is er een complete renovatie uitgevoerd, die in 2004 is afgerond. In 2005 werd de gerestaureerde synagoge bekroond met de Europese Nostraprijs. Tegenwoordig wordt het gebouwd gebruikt voor culturele doeleinden.

## Architectuur

### Buitenzijde
Het langgerekte gebouw is in Barokke stijl opgetrokken. De voorzijde met de gebogen gevel is op het oosten gericht; op de hoeken en op de top van de gevel, staan stenen vazen als decoratie, deze zijde heeft twee ramen en daartussen een blind raam, waarachter de Heilige Arke zich bevindt. De achterkant heeft een uitbouw, bij het middelste raam.
De gevel heeft nog een oculus en de wanden zijn van elkaar gescheiden door pilasters. De lange zijden zijn eveneens gescheiden door twee paar pilasters; de ramen zitten er tussen. In het achterste derde deel van de zuidkant is de ingang naar de vestibule en vandaar naar de grote zaal, de gebedsruimte voor mannen. Op de noordwesthoek van de begane grond bevindt zich een uitbouw met de trap naar de vrouwengalerij, die gelegen is boven de vestibule.

### Binnenzijde
In het midden van de gebedsruimte staat een Bima, waarvan op de hoeken de vier kolommen van het dakgewelf dragen van de gehele synagoge. Dit verdeelt het dak in negen panelen. Deze stijl wordt een synagoge met negen velden genoemd, een type synagoge dat voor het eerst werd toegepast bij de 17e-eeuwse Grote Maharscha Synagoge in Ostroh in de huidige Oekraïne, toen gelegen in het Pools-Litouwse Gemenebest en de Grote Voorstadsynagoge in het Midden-Europese Galicische Lemberg. In de Synagoge van Mád staan de kolommen vrij dicht bij elkaar, zodat alleen het middenpaneel boven de bima vierkant is, terwijl de andere rechthoekig van vorm zijn.
De Heilige Arke wordt geflankeerd door twee paar zuilen en is van boven rijkelijk versierd, de muren en gewelfde plafonds zijn ook beschilderd. Bij de renovatie is er wat speelser omgegaan met sommige elementen; de groene ornamenten rondom de Heilige Arke waren bijvoorbeeld niet aanwezig. Verder werden er ook vaste rijen banken en stoelen gemaakt, terwijl bij de originele synagoge vrijstaande stoelen en tafels aanwezig waren. In de nabijheid lag ook de Joodse school van Mád.

## Afbeeldingen

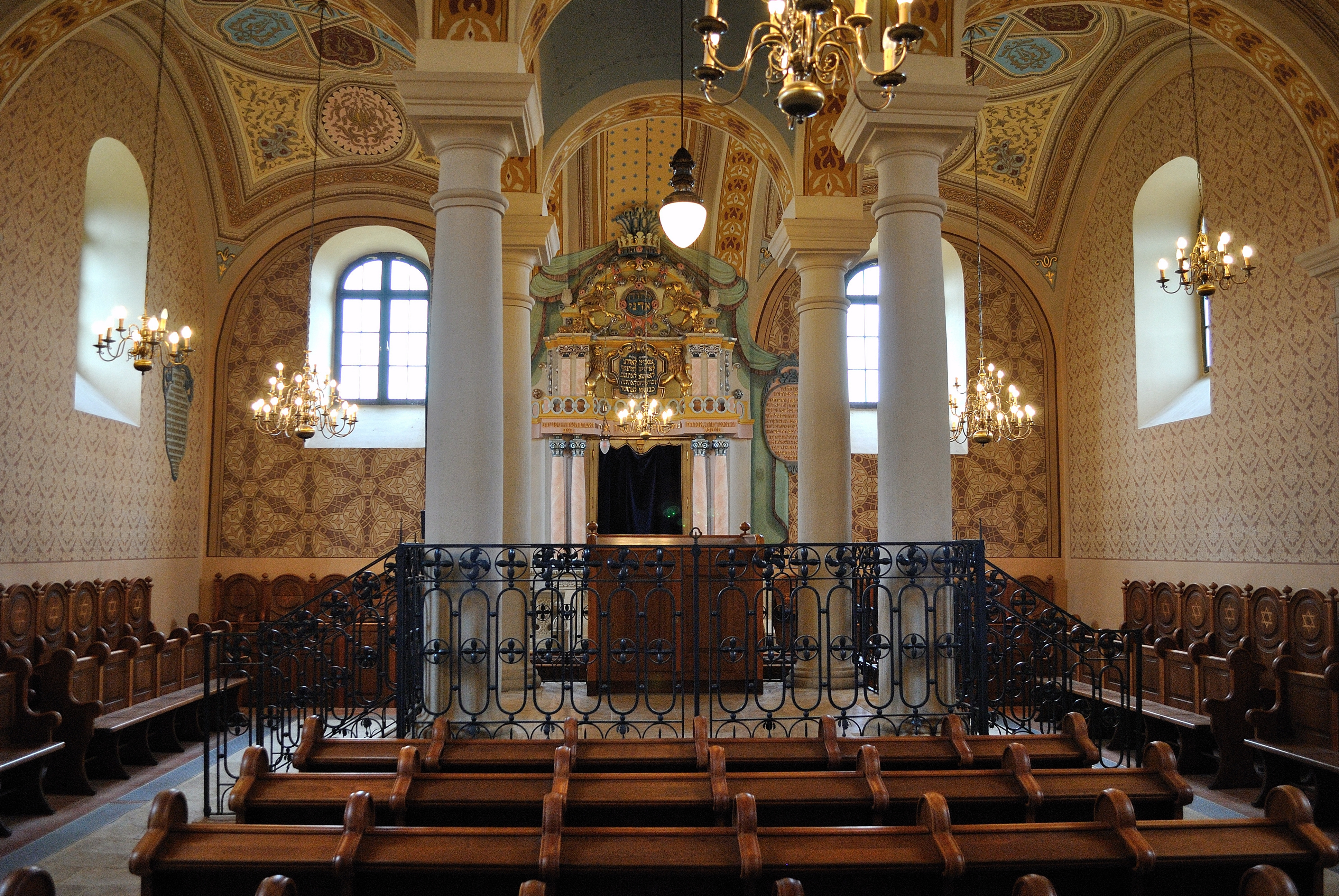
de verhoogde bima met de zuilen op de vier hoeken met een deel van de gewelven.
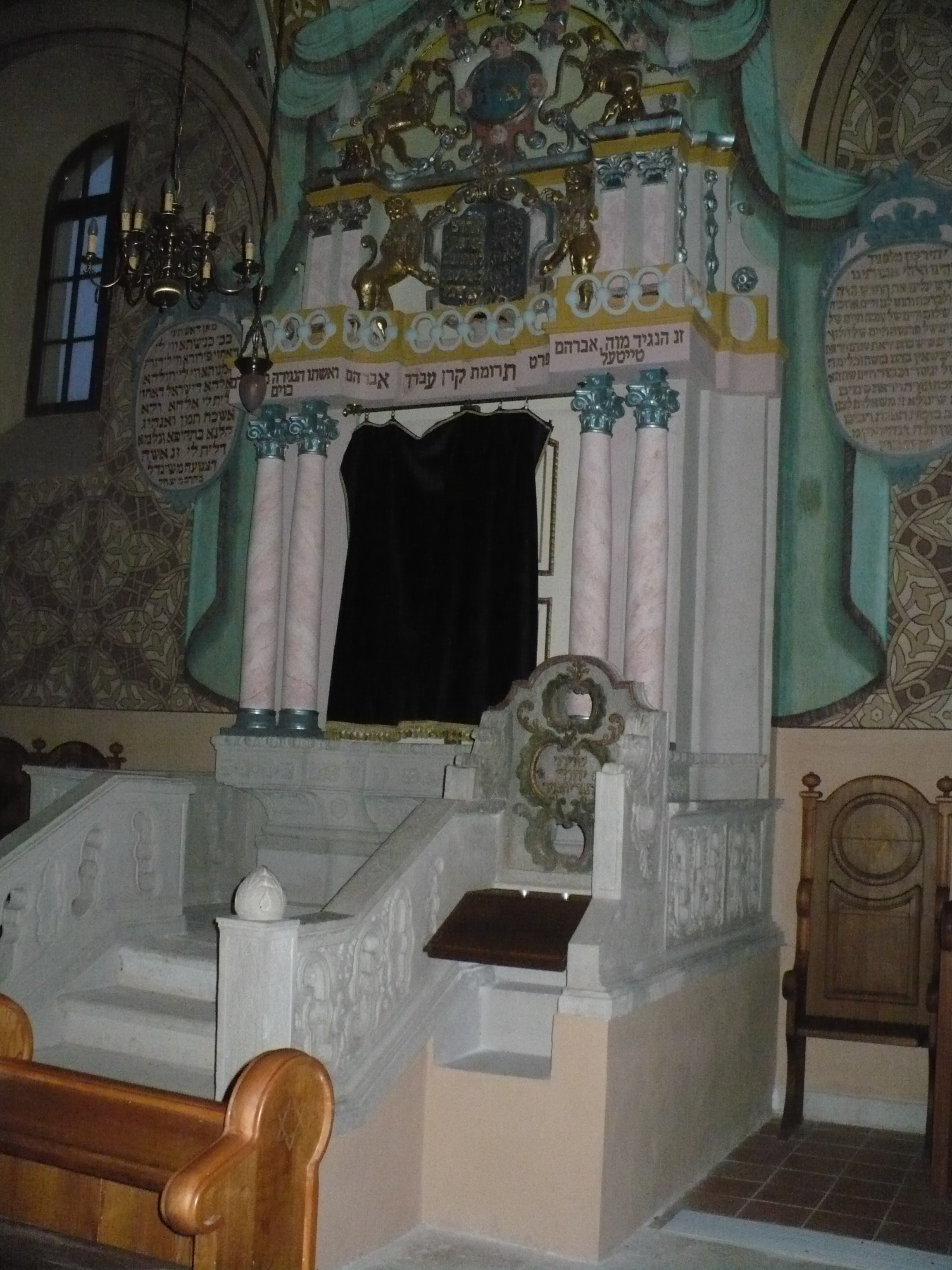
De Heilige Arke met de Thorarollen.
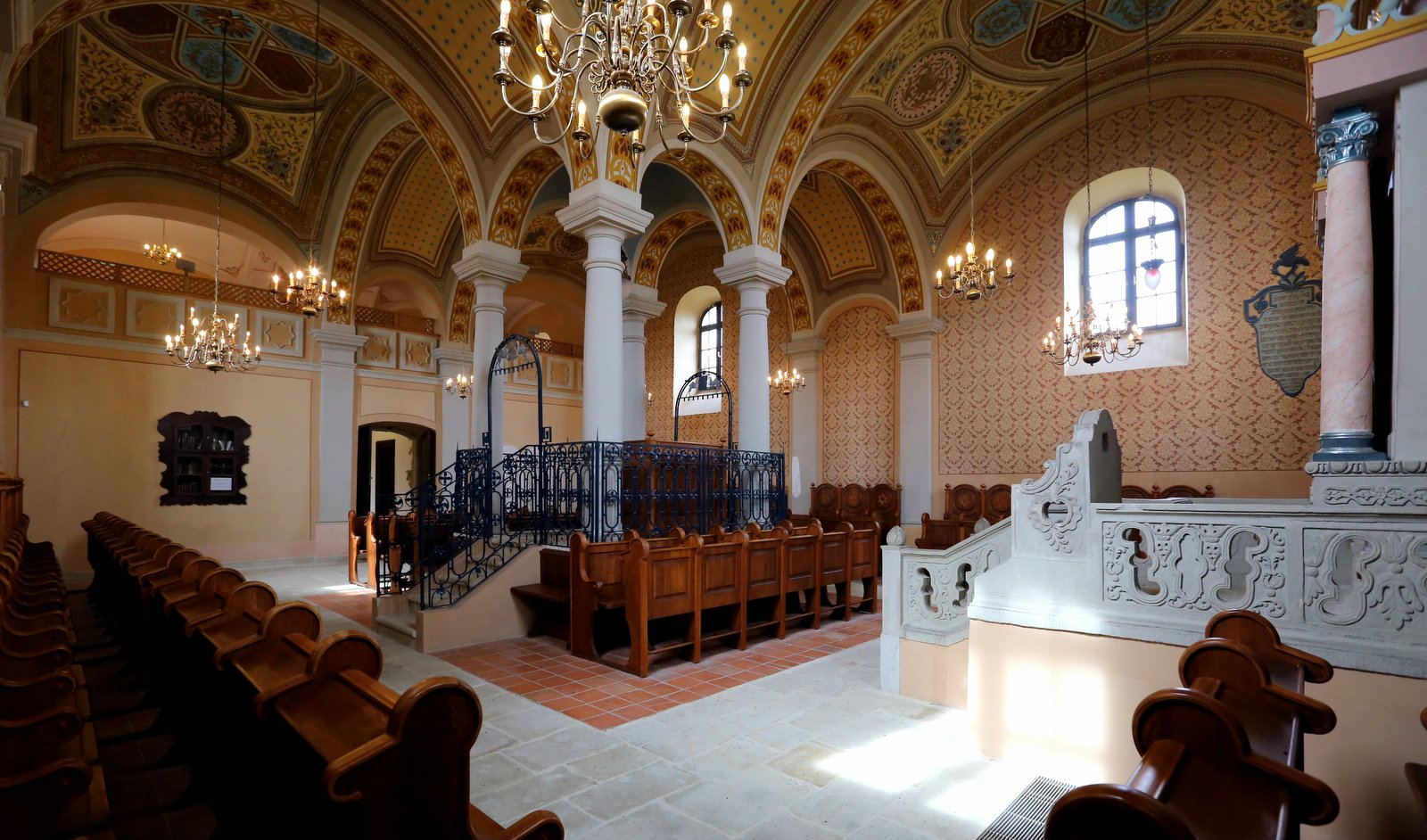
Het interieur van de synagoge
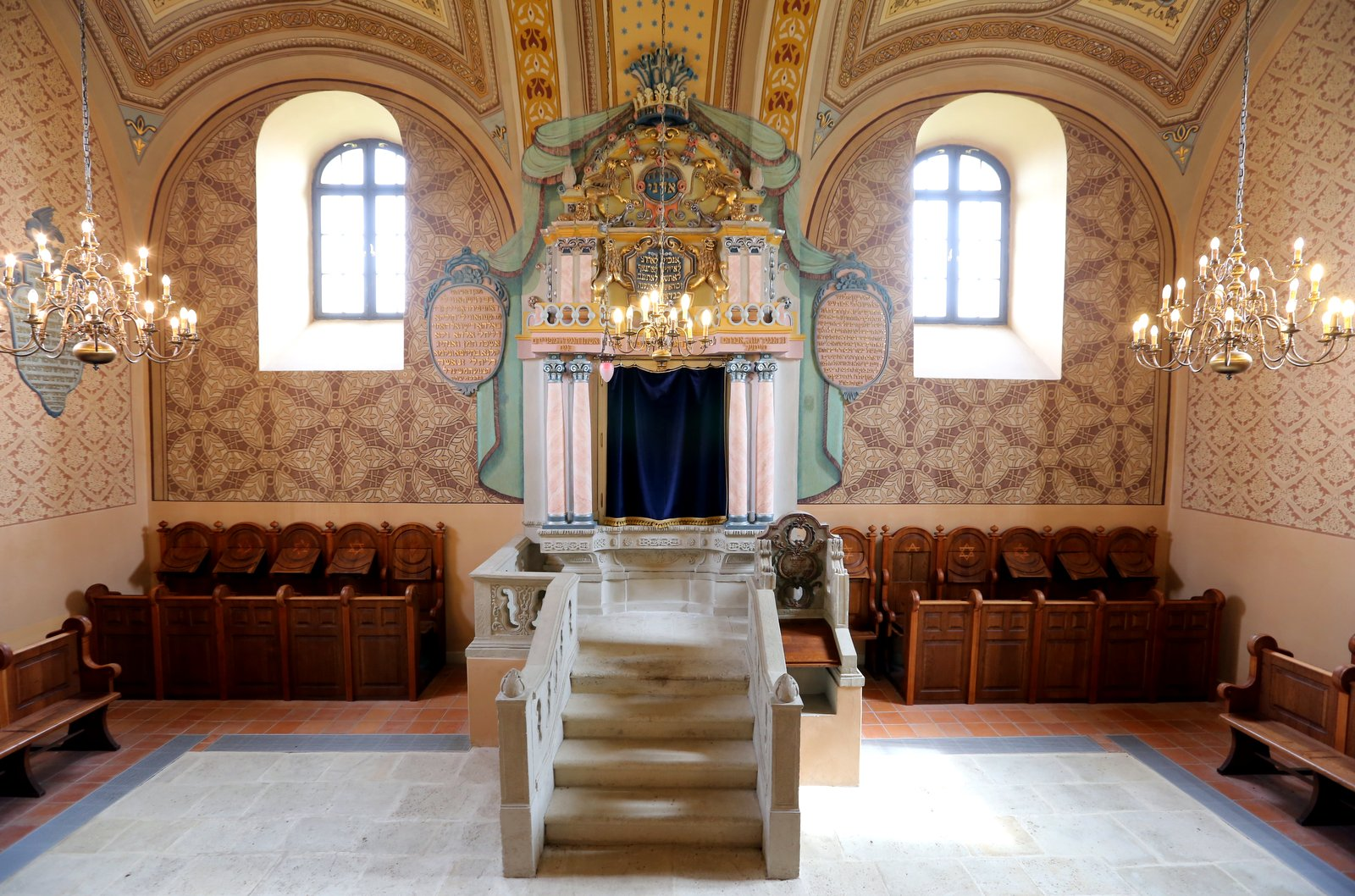
De Heilige Arke in een breder perspectief van de voorgevel
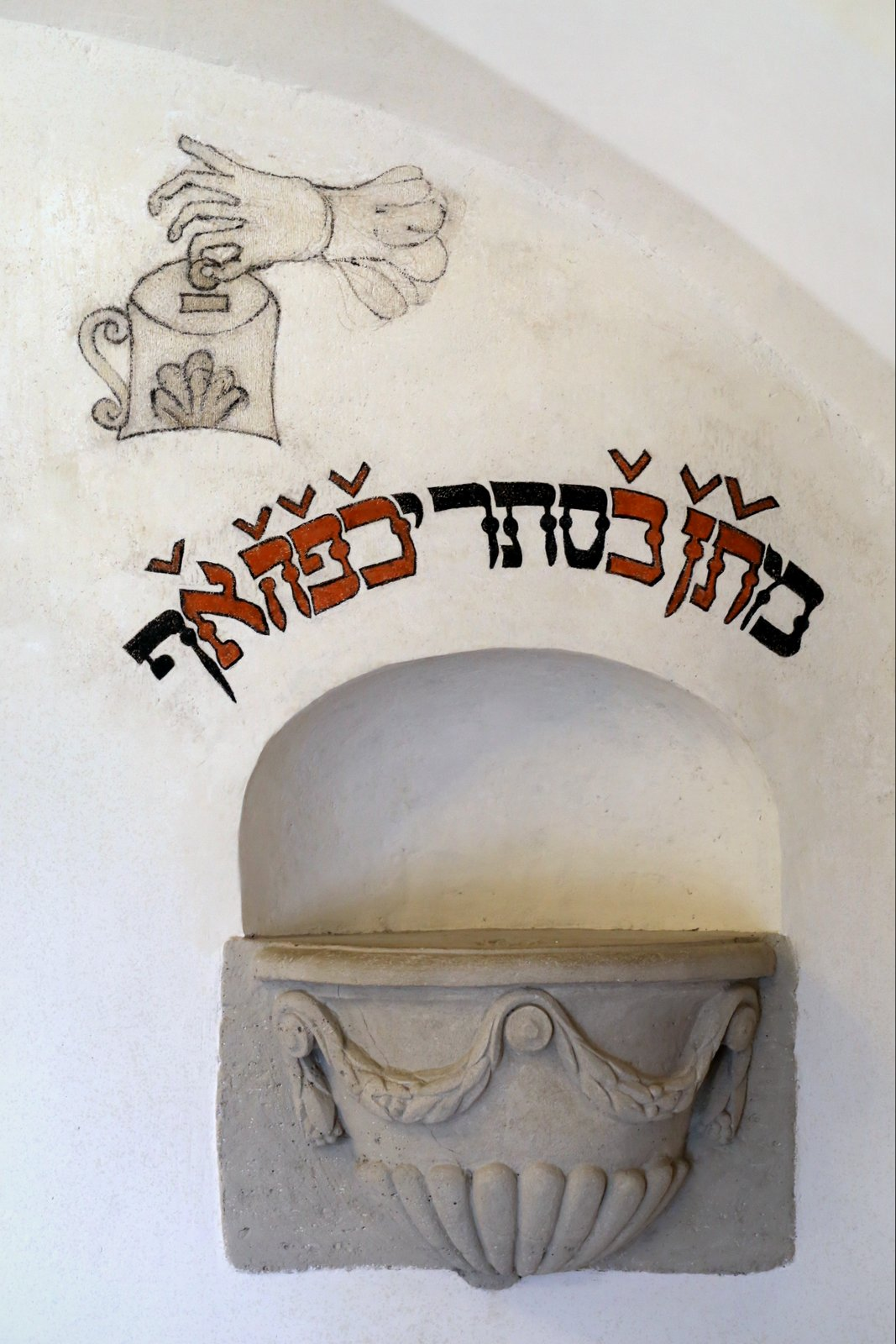
Detail van de plek, waar de giften die in de Thora werden genoemd, konden worden gdeeponeerd.
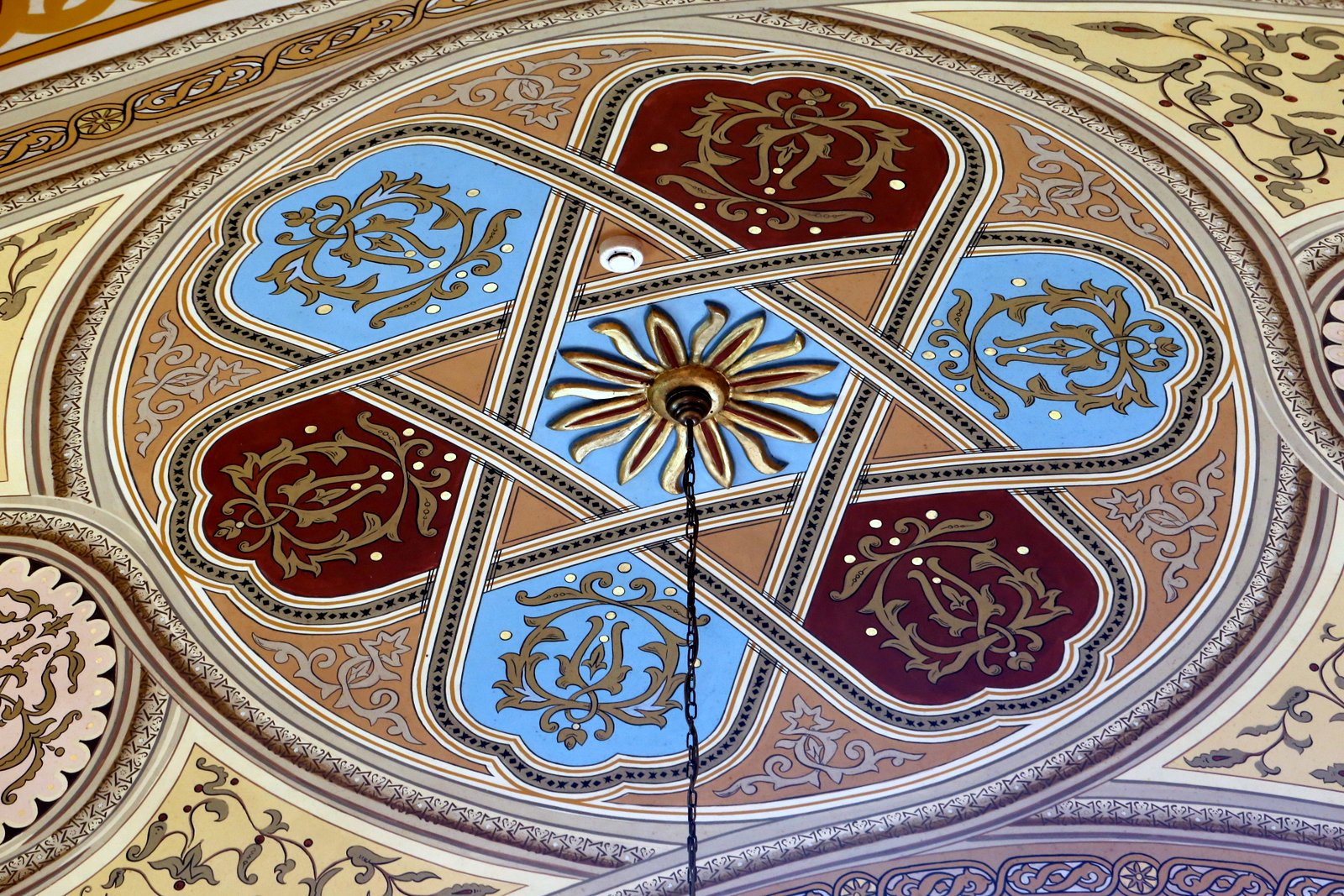
Detail van een dakgewelf
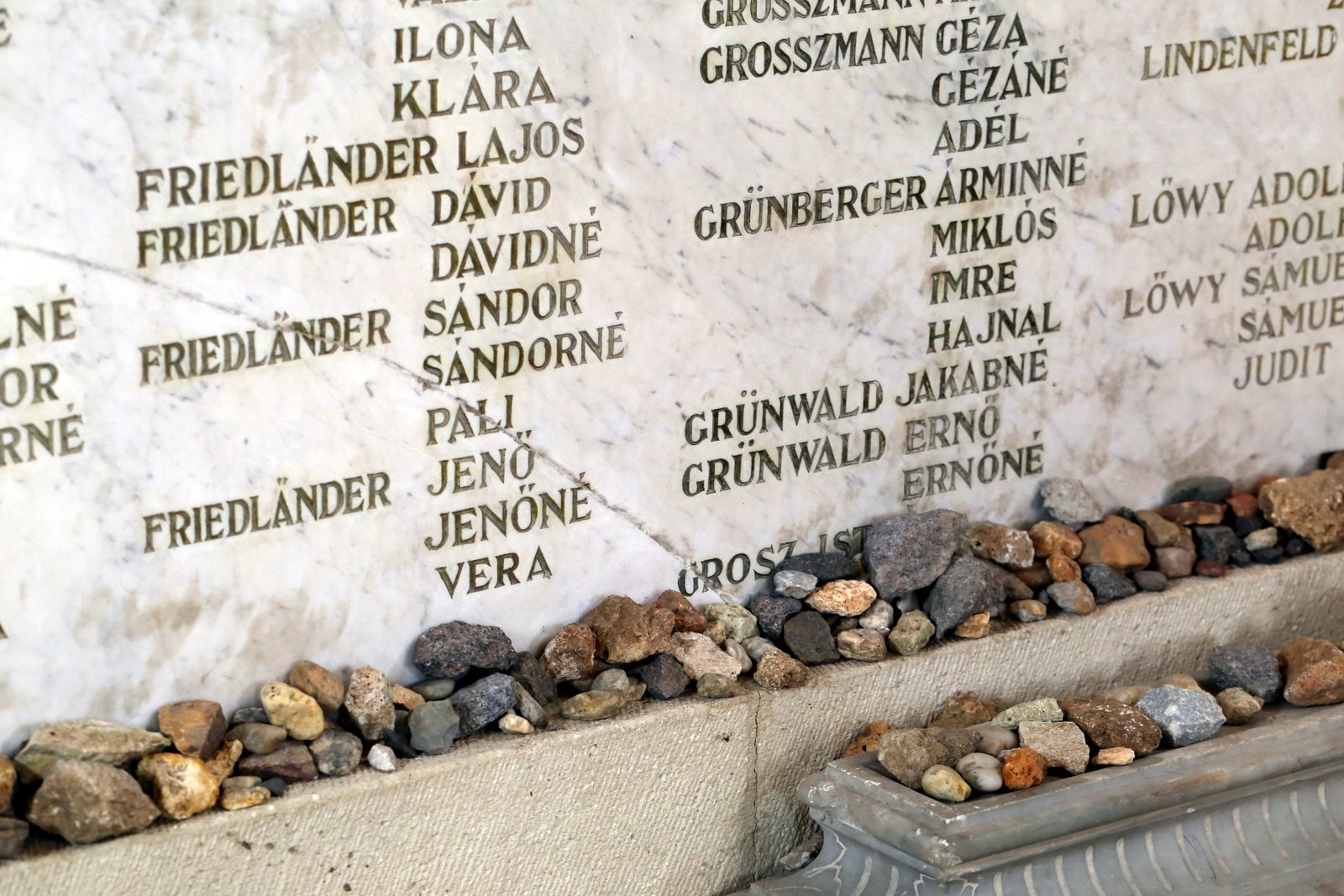
Herdenkingsmonument voor de slachtoffers van de Sjoa uit het dorp
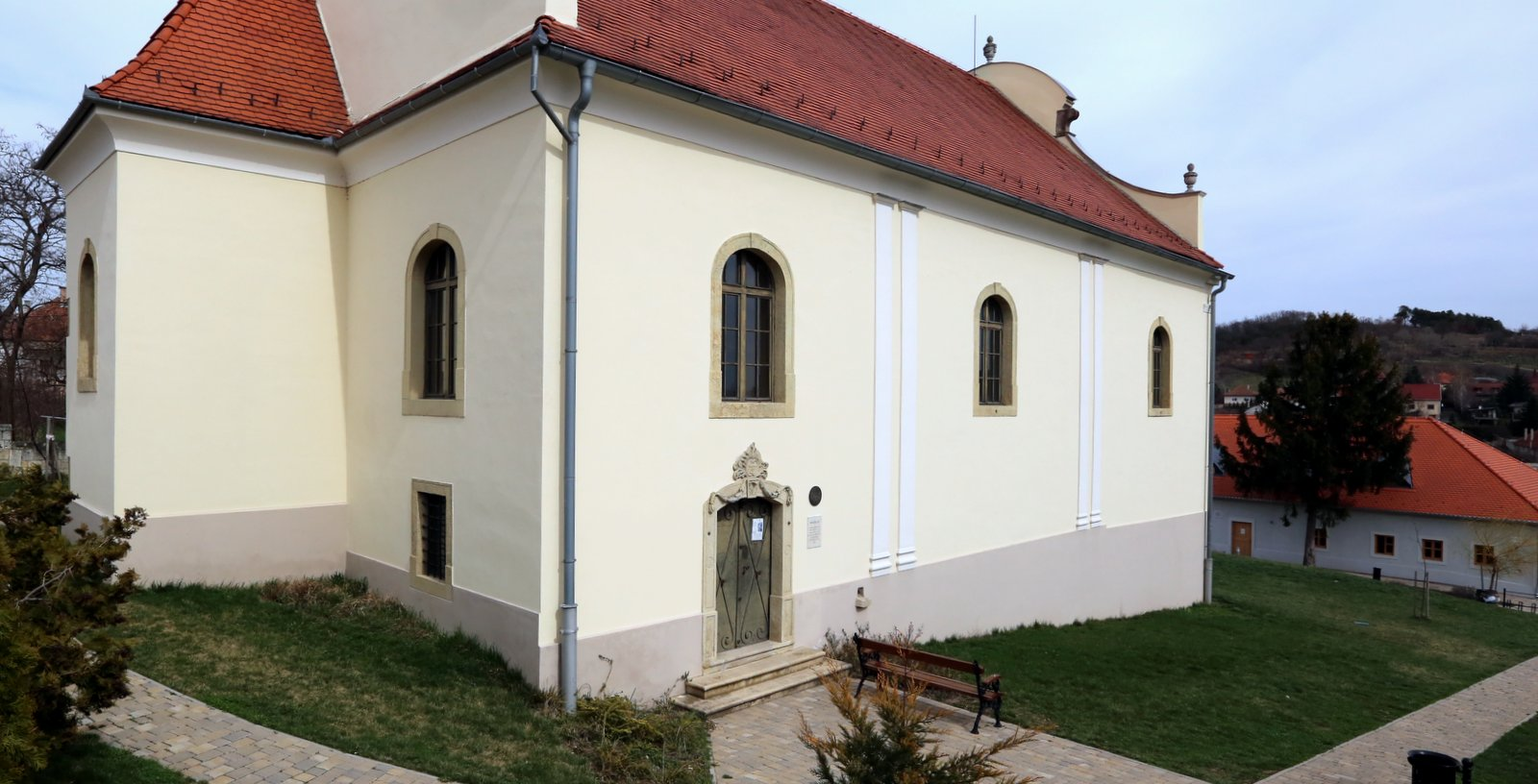
De ingang van de synagoge
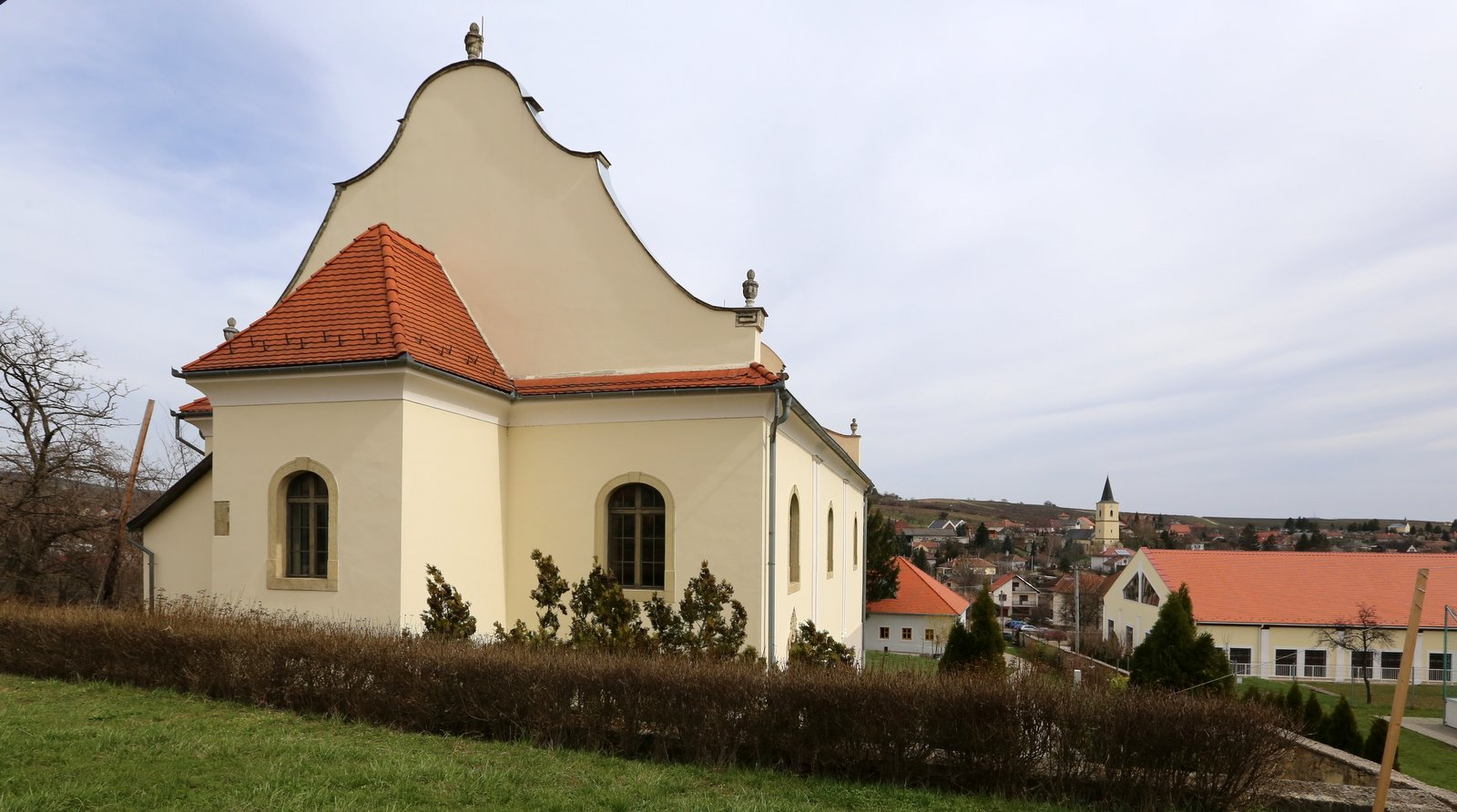
De achterzijde van de synagoge en uitzicht op het dorp Mád en de omliggende heuvels.
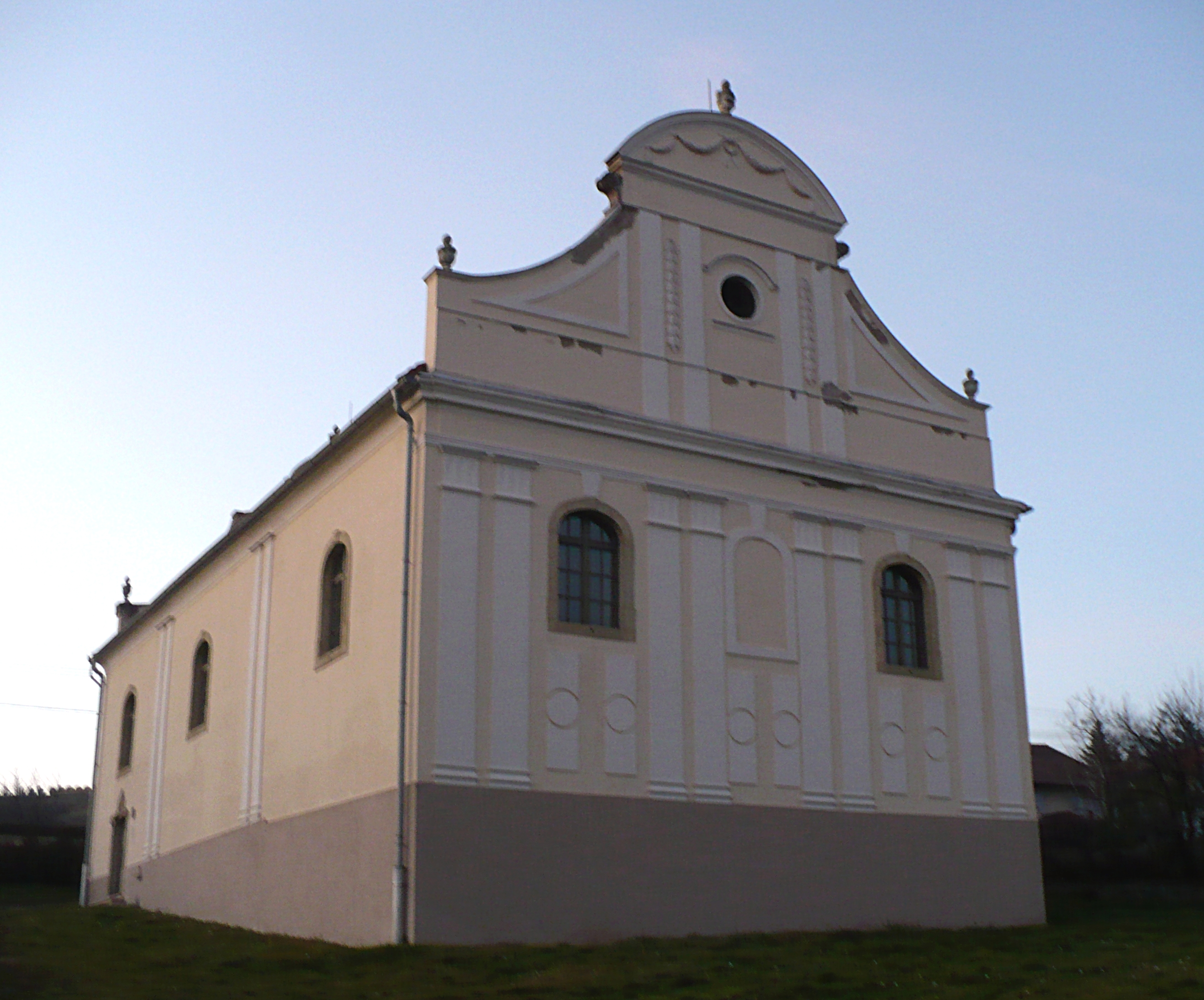
De voorzijde van de synagoge
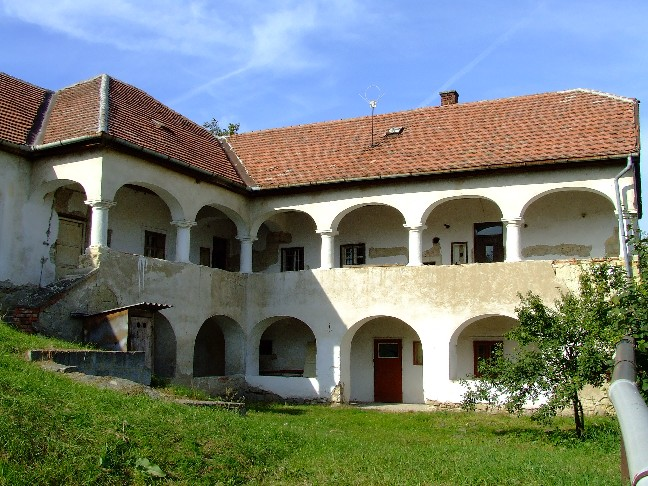
De nabijgelegen joodse school van Mád